# Зображення

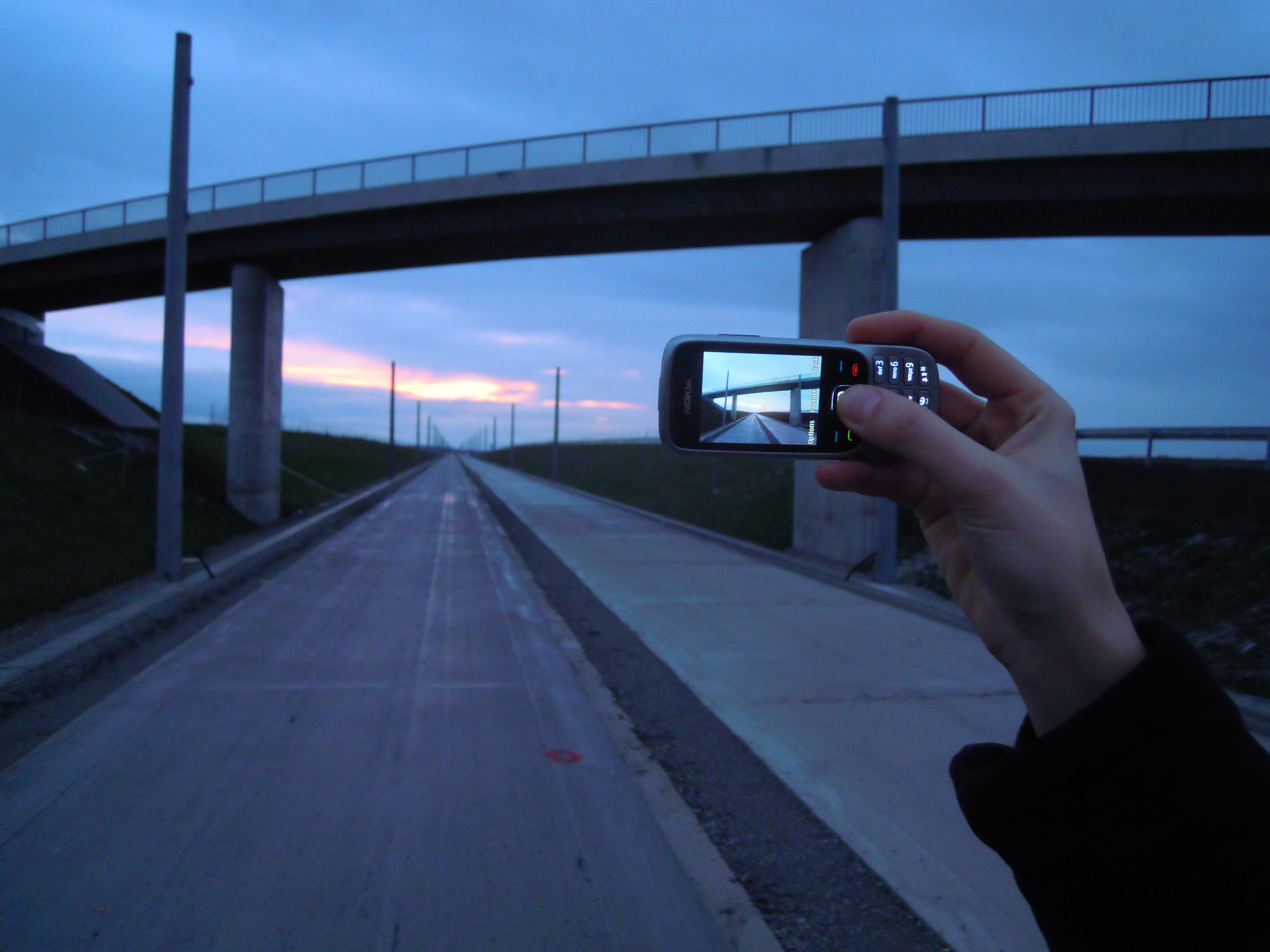
Зображення

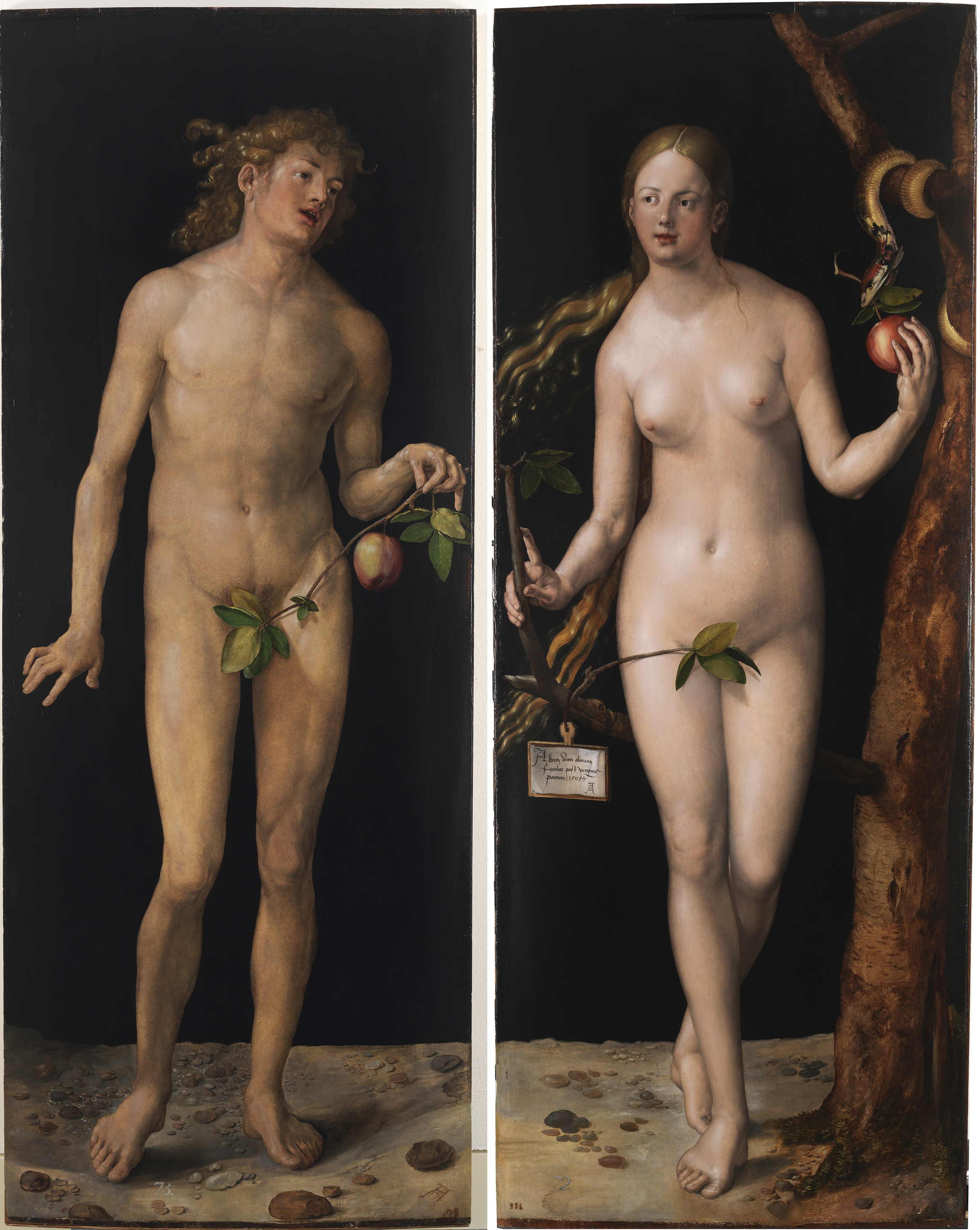
«Адам і Єва», картина Дюрера.

Зображе́ння — картина, малюнок, відбиток, фотографія і т. ін. У оптиці — відтворення виду, форми і кольору предмета світловими променями, що пройшли оптичну систему з центрованих сферичних поверхонь, які мають одну загальну оптичну вісь. Якщо зображення предмета утворено перетинанням самих променів, то воно називається дійсним, якщо їхнім продовженням — уявним. При цьому можливі такі випадки:
1. При розташуванні предмета за подвійною фокусною відстанню від системи його зображення, розташоване за першим фокусом у просторі зображень, буде дійсним, зменшеним і зворотним
2. При розташуванні предмета на подвійній фокусній відстані від системи його зображення, розташоване в просторі зображень також на подвійній фокусній відстані від системи, буде дійсним, рівним самому предмету і зворотним
3. Якщо предмет розташований між першим і другим фокусами, його зображення, одержуване в просторі зображень за подвійним фокусом, буде дійсним, збільшеним, зворотним
4. Якщо предмет розташований між переднім фокусом і системою, його зображення, одержуване також у просторі предметів, буде уявним, прямим і збільшеним.

## Зображальні засоби
Зображальні засоби ділять на три види:
1. Основні елементи образотворчої мови (лінія, пляма, крапка, штрих).
2. Засоби їх організації, коли вибудовують те, що називають композицією в найбільш розгорнутому її прояві.
3. Властивості поверхні, на якій виходить зображення.

Відповідно до виявлених елементами графіки, зображення умовно діляться на чотири основні групи: лінеарні, плямові штрихові, точкові.
Ще одну велику групи складають комбіновані зображення: на основі лінії і плями; лінії і штриха; точки і лінії; точки і штриха; плями і штриха; плями і точки; лінії, плями і штриха; точки, лінії і плями; точки, лінії і штриха; точки, плями і штриха; точки, плями, штриха і лінії.
Кожне графічне зображення може містити всі елементи в певних пропорціях щодо один одного.

## Створення зображень
Найпростіший спосіб малювання — вручну, на дисплеї, — з використанням програм графічного редагування та верстки. Для делікатних графічних робіт існує безліч спеціальних пристроїв, від тих же мишок у формі товстого олівця, різноманітних креслярських планшетів, і аж до екранів, чутливих на дотик. Відповідні програми сприймають вказані координати та супровідні команди, і зберігати подібні побудови доречніше у векторних форматах.
Повноцінні растрові зображення надходять з фотокамер та сканерів. Зауважимо, що сканери з самого початку свого існування були схвально зустрінуті як довгоочікувані й необхідні пристрої. Зокрема, з їх допомогою відбувається масове «оцифрування» набутків культури — книжок і фотоплівок. На протилежність цьому, скептичне ставлення щодо цифрових фотоапаратів минає лише останніми роками, коли вони зрівнялися за багатьма споживчими характеристиками з традиційними плівковими.

## Декоративне зображення і декоративна стилізація
Декоративним зображенням властиві узагальнення, умовність форми, кольору, перебільшення тих чи інших ознак, внесення елементів фантастичного. Основні художньо-образотворчі прийоми декоративної стилізації:
- виявлення структури для посилення умовності;
- стилізоване подання фактури;
- виявлення характерного через силуетне зображення;
- диспропорційність, порушення пропорцій для досягнення необхідної виразності;
- деформація;
- геометризація;
- візуальна трансформація основних структурних елементів вихідного об'єкта для отримання якісно нового;
- деталізація для посилення декоративності.

## Образ (літературний термін)
Образом є особлива форма естетичного освоєння світу, за якої зберігається його предметно-чуттєвий характер, його цілісність, життєвість, конкретність.

## Зображення, що рухаються
Зображеннями, що рухаються зазвичай називають кіно або відео, в тому числі й цифрове відео. Також це може бути анімаційний екран як от наприклад зоотроп.